# Distrito de Buhweju
El distrito de Buhweju es uno de los ciento once distritos que dan origen a la actual organización territorial de la República de Uganda. Su ciudad capital es la ciudad de Buhweju.

## Localización
Buhweju es un distrito que comparte fronteras con el distrito de Rubirizi al oeste y noroeste, con el distrito de Ibanda al noreste, también limita con el distrito de Mbarara al este, con el distrito de Sheema al sureste y con Bushenyi al suroeste.

## Población
El distrito de Buhweju cuenta con una población total de 120 720 habitantes según las cifras suministradas por el censo poblacional llevado a cabo durante el año 2014 en Uganda.